# 水平對臥二缸引擎

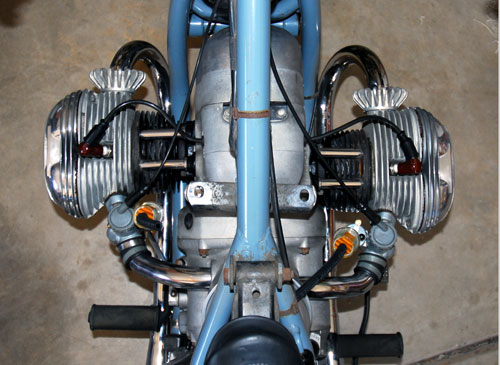
1967年BMW R50/2的水平對臥二缸引擎

水平對臥二缸引擎（Flat-twin engine）是一種往復式發動機，由2個活塞分成左右各1個汽缸，以水平對臥的方式組成，而本條目專指活塞式內燃機。一般國外以「flat-twin」稱呼（包含V型180度引擎），略稱成F2；也有人稱作「boxer-2」，略稱成B2。

## 概要
由於水平對臥二缸引擎具有良好平衡性、震動少、等間隔爆發時扭力變動不少等特性，故在摩托車上廣泛地運用。為了耦合震動（或稱力偶震動），促使左右汽缸裡曲軸產生若干方向偏差，要達到引擎單體完全平衡是相當困難的。這種偏差在V型二缸引擎上關係到連桿的厚度，但是對180度夾角的水平對臥二缸引擎而言，2個曲柄銷便增加了曲柄臂的厚度。為了降低耦合震動，德國BMW採取與曲軸同速的逆迴轉平衡軸來解決這個問題。BMW摩托車的水平對臥引擎還有一個有趣的特色，那就是搭配乾式單片離合器。由於一般乾式多片離合器比較常見，乾式單片離合器的反應非常快速直接，類似汽車的離合器原理，所以初駕駛BMW重型機車的新手常無法適應。
相對來說，水平對臥雙汽缸引擎本體的寬度過大，汽缸頭外露在車體兩側，所以摩托車的最寬處就是兩側汽缸頭的距離。駕駛起來很容易撞擊到汽缸頭，且這種設計不利於壓車過彎。還有，在炎熱的夏季或熱帶地區騎這種水平對臥二缸引擎的摩托車，需要特別注意足部是否觸碰引擎遭到燙傷。

## 應用範圍

### 汽車
水平對臥二缸引擎在1940年代便被汽車廠廣泛地運用，出名的代表車款包括1948年法國雪鐵龍汽車的雪鐵龍2CV、潘哈德公司的潘哈德Dyna X及潘哈德Dyna Z、奧地利施泰爾-戴姆勒-普赫公司的普赫500、荷蘭DAF汽車的DAF Daffodil、德國BMW汽車的BMW 600等車款。
此外，英國車廠喬維特汽車亦為著名的水平對臥二缸引擎製造商。早期日本車廠豐田汽車也將此形式引擎搭載於許多車款，諸如豐田Publica、豐田Sports 800、豐田Miniace等；甚至連愛知機械工業（現為日產汽車子公司）也曾推出柯尼360，亦是搭載水平對臥二缸引擎的輕型商用車。

### 摩托車

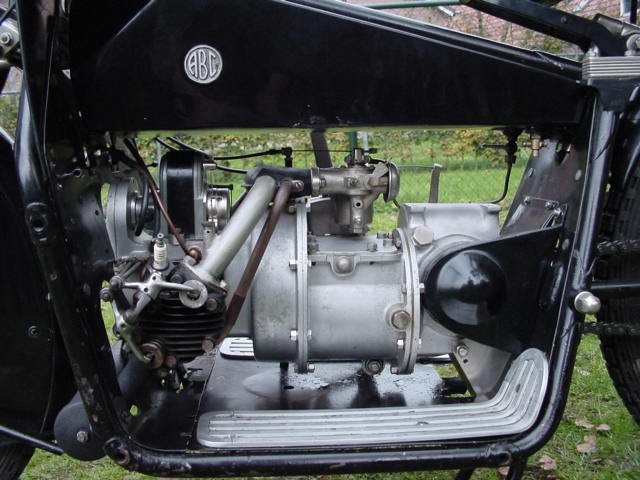
ABC摩托車的水平對臥二缸引擎特寫

1918年英國ABC摩托車公司推出一輛縱置式398c.c.水平對臥二缸引擎的摩托車，這種形式摩托車的汽缸與車架交叉，車輪轉動方向也和曲軸迴轉方向交叉。為了變更出力方向，ABC摩托車的後輪裝置了以鏈條驅動、內藏斜齒輪的變速器。1923年問世的BMW R32摩托車，也是採用這種方式改變引擎出力方向。
傳統上德國BMW汽車的二輪製造部門BMW Motorrad習以此形式引擎作為動力來源，譬如1941年出廠的BMW R75三輪摩托車，後來被蘇聯IMZ-Ural和（前蘇聯所屬的）烏克蘭第聶伯仿製成M72型及第聶伯三輪摩托車，然後中華人民共和國又照著仿製成長江750。1942年美國哈雷摩托車公司推出的哈雷XA機車縱置了一具750c.c.水平對臥二缸引擎，並設計了導風板。如此非但可導引空氣冷卻汽缸，也兼具保護駕駛人膝部的作用。

### 其他
美國家用電器製造商美泰克（現為惠而浦旗下公司）所出品的72型水平對臥二缸發動機，曾裝置在洗衣機上。英國摩托車製造商道格拉斯機車原本就擅長製造水平對臥二缸引擎的機車，第二次世界大戰期間他們也曾將此形式引擎安裝在發電機上。日本小川精機以「OS」為品牌名稱，專門製造遙控飛機用水平對臥二缸、四缸引擎，像FT-300型和FT-160型即屬於水平對臥二缸之構造。

## 內部連結
- 水平對臥引擎